# Football en France
Ne doit pas être confondu avec Football France ou France Football.
Le football en France est le sport le plus populaire et dont la pratique est la plus répandue.
Importé d'Angleterre à la fin du XIXe siècle sous le nom de football association, le football gagne d'abord la région parisienne et le nord du pays (notamment le Nord et la Normandie où sont créés les premiers clubs en région). Le sud est alors davantage acquis au concurrent du football, le football rugby.
Née en 1919 de fédérations concurrentes, la Fédération française de football compte en 2023 environ 12 000 clubs de football et 2 215 786 licenciés. Elle organise les compétitions nationales et les matchs internationaux de l'équipe de France, qui a remporté la Coupe du monde de football en 1998 ainsi qu'en 2018, le Championnat d'Europe en 1984 et 2000 ainsi que la Ligue des nations en 2021.
Le pays compte deux divisions de championnat professionnel (Ligue 1 et Ligue 2), organisé par la Ligue de football professionnel (LFP), ainsi qu'une compétition à élimination directe : la Coupe de France, ouverte à tous les clubs.

## Organisation
Le football est géré en France par la Fédération française de football (FFF) fondée le 7 avril 1919 à la suite de la fusion de plusieurs fédérations. Elle regroupe 2 215 786 licencié(e)s dont 225 817 féminines (saison 2024-2025) pour 12 000 clubs amateurs.
Fondée en 1944, la Ligue de football professionnel (LFP) gère sous le contrôle de la fédération les championnats masculins de Ligue 1 et de Ligue 2 et la Coupe de la Ligue disparue en 2020. Des commissions de la FFF gèrent les autres compétitions comme la Coupe de France, les championnats masculins du National, du National 2 et du National 3, le Championnat de France féminin de football (Division 1, Division 2 et Division 3) ainsi que la Coupe de France féminine de football. La FFF, via son Département Jeunes, gère aussi les championnats de France de Jeunes (Championnat National -19 ans, Championnat National -17 ans) ainsi que la Coupe Gambardella Crédit Agricole (Coupe de France des moins de 19 ans).
L'équipe de France de football et l'équipe de France féminine de football représentent la France dans les compétitions internationales.

### Championnats masculins

#### Palmarès
Le palmarès liste les vainqueurs des différents championnats nationaux ayant été organisées en France. Le premier championnat connu est organisé par l'Union des sociétés françaises de sports athlétiques (USFSA) en 1894, mais dès 1897 il est concurrencé par des compétitions organisées par d'autres fédérations (professionnelle, patronnages, etc.). Un championnat unique et professionnel n'est organisé qu'à partir de 1932, sous les appellations successives de « Division nationale » (en 1932-1933), « Division 1 » et, depuis 2002, « Ligue 1 ».

#### Structure actuelle
| Niveau | Championnat |
| ------ | --- |
| 1      | Ligue 1 (L1) 18 clubs                                                                                                  |
|        | 2 montées 2 descentes + Barrage                                                                                        |
| 2      | Ligue 2 (L2) 18 clubs                                                                                                  |
|        | 2 montées 2 descentes + Barrage                                                                                        |
| 3      | National (N) (Ligue 3 en 2026-27) 18 clubs                                                                             |
|        | 3 montées 3 descentes                                                                                                  |
| 4      | National 2 (N2) 3 groupes de 16 clubs (48 clubs)                                                                       |
|        | 8 montées 8 descentes                                                                                                  |
| 5      | National 3 (N3) 8 groupes de 14 clubs (112 clubs)                                                                      |
|        | 25 montées 25 descentes                                                                                                |
| 6      | Régional 1 (R1) Groupes de 12 à 14 clubs répartis par Ligues régionales                                                |
| 7      | Régional 2 (R2) Groupes de 12 à 14 clubs répartis par Ligues régionales                                                |
| 8      | Régional 3 (R3) Groupes de 12 à 14 clubs répartis par Ligues régionales                                                |
| 9-18   | Autres niveaux de Districts départementaux (sauf Corse). La hiérarchie des championnats diffèrent selon les Districts. |

- Championnat national professionnel
- Championnat national professionnel et amateur
- Championnat national amateur
- Championnat régional ou départemental amateur

#### Évolution
- Chronologie

La frise chronologique suivante présente l'historique des compétitions de football à envergure nationale disputées depuis 1894. Chaque couleur correspond à la fédération organisatrice de l'épreuve.
| Période   | Niveau I               | Niveau II               | Niveau III             |
| --------- | ---------------------- | ----------------------- | ---------------------- |
| 1932-1933 | Division Nationale     |                         |                        |
| 1933-1936 | Division Nationale     | Division Interrégionale |                        |
| 1936-1937 | Division Nationale     | Division Interrégionale | Division Régionale     |
| 1937-1939 | Division Nationale     | Division Interrégionale |                        |
| 1939-1945 | Championnats de guerre | Championnats de guerre  | Championnats de guerre |
| 1945-1970 | Division Nationale     | Division Interrégionale |                        |

| Période   | Niveau I               | Niveau II                                | Niveau III+                              |
| --------- | ---------------------- | ---------------------------------------- | ---------------------------------------- |
| 1919-1939 | Division d'Honneur,    | Autres niveaux de Ligues et de Districts | Autres niveaux de Ligues et de Districts |
| 1939-1945 | Championnats de guerre | Championnats de guerre                   | Championnats de guerre                   |
| 1945-1948 | Division d'Honneur     | Autres niveaux de Ligues et de Districts | Autres niveaux de Ligues et de Districts |
| 1948-1970 | Division Nationale     | Division d'Honneur                       | Autres niveaux                           |

- Pyramide unique (depuis 1970)

| Période     | Niveau I           | Niveau II  | Niveau III         | Niveau IV          | Niveau V                                 | Niveau VI                                | Niveau VII+                              |                                          |
| ----------- | ------------------ | ---------- | ------------------ | ------------------ | ---------------------------------------- | ---------------------------------------- | ---------------------------------------- | ---------------------------------------- |
| 1970-1971   | Division Nationale | National   | Division Nationale | Division d'Honneur | Autres niveaux de Ligues et de Districts | Autres niveaux de Ligues et de Districts | Autres niveaux de Ligues et de Districts |                                          |
| 1971-1972   | Division Nationale | National   | Division 3         | Division d'Honneur | Autres niveaux de Ligues et de Districts | Autres niveaux de Ligues et de Districts | Autres niveaux de Ligues et de Districts |                                          |
| 1972-1978   | Division 1         | Division 2 | Division 3         | Division d'Honneur | Autres niveaux de Ligues et de Districts | Autres niveaux de Ligues et de Districts | Autres niveaux de Ligues et de Districts |                                          |
| 1978-1993   | Division 1         | Division 2 | Division 3         | Division 4         | Division d'Honneur                       | Autres niveaux de Ligues et de Districts | Autres niveaux de Ligues et de Districts |                                          |
| 1993-1997   | Division 1         | Division 2 | National 1         | National 2         | National 3                               | Division d'Honneur                       | Autres niveaux de Ligues et de Districts | Autres niveaux de Ligues et de Districts |
| 1997-2002   | Division 1         | Division 2 | National           | CFA                | CFA 2                                    | Division d'Honneur                       | Autres niveaux de Ligues et de Districts | Autres niveaux de Ligues et de Districts |
| 2002-2017   | Ligue 1            | Ligue 2    | National           | CFA                | CFA 2                                    | Division d'Honneur                       | Autres niveaux de Ligues et de Districts | Autres niveaux de Ligues et de Districts |
| depuis 2017 | Ligue 1            | Ligue 2    | National           | National 2         | National 3                               | Division d'Honneur                       | Autres niveaux de Ligues et de Districts | Autres niveaux de Ligues et de Districts |
| après 2026  | Ligue 1            | Ligue 2    | Ligue 3            | National           | National 2                               | Régional 1                               | Autres niveaux de Ligues et de Districts | Autres niveaux de Ligues et de Districts |

- Championnat national professionnel
- Championnat national professionnel et amateur
- Championnat national amateur
- Championnat régional ou départemental amateur

### Championnats féminins

#### Palmarès
Le palmarès liste les vainqueurs des différents championnats nationaux ayant été organisés en France.

#### Structure actuelle
| Niveau | Championnat |
| ------ | --- |
| 1      | Division 1 (D1) 12 clubs |
|        | 2 montées 2 descentes |
| 2      | Division 2 (D2) 12 clubs |
|        | 2 montées 2 descentes |
| 3      | Division 3 (D3) 2 groupes de 12 clubs (24 clubs)                                                                                                |
|        | 6 montées 6 descentes · Barrages PAN |
| 4      | Régional 1 (R1) Groupes de 12 à 14 clubs répartis par Ligues régionales                                                                         |
| 5 et + | Autres niveaux de Ligues régionales et de Districts départementaux. La hiérarchie des championnats diffèrent selon les Ligues et les Districts. |

- Championnat national professionnel
- Championnat national professionnel et amateur
- Championnat national amateur
- Championnat régional ou départemental amateur

#### Évolution
| Période     | Niveau I          | Niveau II          | Niveau III         | Niveau IV            |
| ----------- | ----------------- | ------------------ | ------------------ | -------------------- |
| 1918-1932   | Championnat FSFSF |                    |                    |                      |
| 1932-1974   |                   |                    |                    |                      |
| 1974-1982   | Division 1        | Division d'Honneur |                    |                      |
| 1982-1986   | Division 1        | Division 2         | Division d'Honneur |                      |
| 1986-1992   | Division 1        | Division d'Honneur |                    |                      |
| 1992-2002   | Nationale 1A      | Nationale 1B       | Division d'Honneur |                      |
| 2002-2010   | Division 1        | Division 2         | Division 3         | Division d'Honneur   |
| 2010-2017   | Division 1        | Division 2         | Division d'Honneur | Divisions régionales |
| 2017-2023   | Division 1        | Division 2         | Régional 1         | Divisions régionales |
| 2023-2024   | Division 1        | Division 2         | Division 3         | Régional 1           |
| depuis 2024 | Première Ligue    | Seconde Ligue      | Division 3         | Régional 1           |

- Championnat national de la Fédération des sociétés féminines sportives de France (FSFSF)
- Championnat national de la Fédération française de football (FFF)
- Championnat régional des ligues régionales de la FFF
- Championnat national de la Ligue féminine de football professionnel (LFFP)

### Spécificités dans les Outre-Mer
Le football est également un sport prédominant dans les Outre-Mer et les ultramarins contribuent très largement au football français. En effet, tous les joueurs ultramarins peuvent être retenus en sélections nationales françaises mais les clubs ultramarins sont circonscrits à leurs championnats régionaux et ne peuvent être promus dans les championnats nationaux.
Parmi les dix-neuf ligues régionales de football dépendant de la FFF, six correspondent à des collectivités d'Outre-Mer. D'autre-part, le Comité de football des Îles du Nord est également affilié à la FFF tandis que la Fédération tahitienne de football et la Fédération calédonienne de football sont seulement liées par convention à la FFF. La majorité des ligues ou fédérations d'Outre-Mer sont affiliées à la Confédération internationale de football de leur continent, notamment la CONCACAF et l'OFC, ce qui permet à certains de leurs joueurs de participer à des compétitions internationales.

## Histoire
Le football est d'abord importé en France au nord d'une ligne Caen-Paris-Laon. La première compétition française est mise en place à Paris en 1894.

## Numéros d'affiliation des clubs de football
Depuis la création de la Fédération française de football en 1919, les clubs de football reçoivent un numéro d'affiliation. Les clubs existants en 1919 s'affiliant à la FFF, quelques centaines, font alors partie de la série 1 et reçoivent un numéro par ordre d'arrivée des dossiers. Les clubs créés après cette date viennent ensuite s'ajouter chronologiquement. Il y ainsi environ 2000 clubs affiliés en octobre 1921 et environ 4800 en décembre 1925. En parallèle, la FFF crée une série 2 pour les clubs scolaires et universitaires, débutée en 1921 et arrêtée en 1936, une série 3 pour les clubs corporatifs, débutée en 1925 et arrêtée en 1947, et une série 4 pour les clubs de la zone non occupée lors de la Seconde Guerre mondiale, débutée en 1941 et arrêtée en 1944.
En 1947, la FFF revoit toute sa numérotation. En effet, de nombreux clubs ont cessé d'exister, ce qui fait que les numéros d'affiliation approchent les 19000 mais plus de la moitié sont devenus vacants. Elle crée alors une série 5 dans laquelle sont reversés les clubs de la série 1, les numéros étant réattribués dans l'ordre de ceux de la série 1. La FFF s'occupe des 2000 premiers numéros, laissant la nouvelle attribution des numéros suivants aux Ligues régionales. Ainsi, ces 2000 anciens numéros n'en forment plus que 549 nouveaux. Le détail des numéros d'affiliation par Ligue est donnée dans le tableau ci-après. Le premier club affilié avec la nouvelle numérotation porte alors le 8401. En plus de cette série 5, la FFF crée une série 6 pour les clubs corporatifs, dont la renumérotation opère de la même manière. En 2008, la numérotation spécifique de la série 6 s'arrête et se greffe à celle de la série 5. Il existe de plus une série 7 pour les clubs féminins et une série 8 pour les sports-loisirs, dont la numérotation suit celle de la série 5.
Actuellement, un numéro d'affiliation se compose de six chiffres : le premier est le numéro de série (5 pour les clubs libres, 6 pour les clubs corporatifs, 7 pour les clubs féminins et 8 pour les sports-loisirs), suivi du numéro d'affiliation (entre 1 et 5 chiffres). Pour la série principale, la 5, Les 556 premiers numéros correspondent à des clubs créés avant octobre 1921 et les 8400 premiers correspondent à des clubs créés avant mars 1947.
En cas de fusion entre deux ou plusieurs clubs, le plus petit numéro d'affiliation était généralement conservé pour la nouvelle entité. Cela n'est plus vrai depuis les années 1990, où un nouveau numéro d'affiliation est généralement donné par la FFF. Ce système peut aboutir sur des situations cocasses, de nombreux clubs issus de fusion jouant avec des numéros d'affiliation de clubs fondés de nombreuses années avant la date officielle de création du club. De même, en cas de refondation d'un club à la suite d'une liquidation judiciaire, un nouveau numéro n'est pas systématiquement attribué.
Les premiers clubs à s'affilier à la FFFA sont connus grâce au procès-verbal de la séance du lundi 2 juin 1919, traitant notamment de l'« Affiliation de sociétés nouvelles », et signé du président Jules Rimet et du secrétaire général Henri Delaunay.
| N° | Club                           | Remarques |
| -- | ------------------------------ | --- |
| 1  | Stade roubaisien               | fusionne en 1964 avec le Racing Club de Roubaix pour former le Racing Stade de Roubaix, disparait en 1990 (fusion) |
| 2  | Groupement Sportif de Reims    | fondé par Pierre Pochonet                                                                                          |
| 3  | Red Star Amical Club           | |
| 4  | Club (...) d'Entraînement      | Une partie est indéchiffrable                                                                                      |
| 5  | Association sportive française | Association sportive Le Perreux francilienne depuis 1988                                                           |
| 6  | Club athlétique de Vitry       | |

## Formation
| Classes  | Garçons                   | Filles                    |
| -------- | ------------------------- | ------------------------- |
| 6e-5e    | Section sportive scolaire | Section sportive scolaire |
| 4e-3e    | Pôle espoirs              | Section sportive scolaire |
| Lycée    | Centres de formation      | Pôle espoirs              |
| Post-bac | Centres de formation      | Centres de formation      |

## Stades
Le plus grand stade français de football est depuis janvier 1998 le Stade de France avec quelque 80 000 places assises. C'est un stade national qui n'héberge pas de club. Le plus grand stade accueillant un club est le stade Vélodrome (67 354 places), antre de l'Olympique de Marseille, suivi du Parc Olympique lyonnais (59 186 places), puis du Grand Stade Lille Métropole (50 157 places), puis du Parc des Princes (48 712 places), puis du stade de Gerland (43 051 places) et du Stade Geoffroy-Guichard (42 000 places).

## Popularité
Le football pâtit d'une image moyennement positive. Selon un sondage réalisé en décembre 2021, les compétitions nationales ont une image majoritaire positive : 63 % des Français ont une bonne image de la coupe de France, supérieure au championnat de France (55 %). En 2019, 68 % des Français avaient une bonne opinion de l'équipe de France.
Néanmoins, selon un autre sondage de 2016, 55 % des Français disent préférer le rugby au football (36 %), et ont à 44 % une mauvaise opinion du football contre 38 %. Lors de la saison 2018-2019, l'affluence moyenne était de 228 329 spectateurs par journée (dix matchs) pour 67 millions d'habitants. Comparativement, elle était de 381 820 en Angleterre (pour 59 millions d'habitants) et 249 310 en Italie (pour 60 millions d'habitants) pour la même période.

## Football et racisme en France
Les rencontres de football sont parfois le lieu de comportements et attitudes racistes provenant des supporters et/ou des joueurs. On peut citer par exemple le cas du joueur marocain Abdeslam Ouaddou qui est victime d'attaques verbales à caractère raciste d'un supporter du FC Metz lors du match contre le Valenciennes FC le 16 février 2008. Le supporter est condamné à trois mois de prison avec sursis et trois ans et demi d'interdiction de stade.
Le 2 juin 2009, un footballeur amateur évoluant en deuxième division départementale à Lagnieu devient le premier footballeur français condamné pour insulte raciste sur un terrain. Lors d'un match opposant Lagnieu à Roussillon, le joueur de Lagnieu traite un adversaire de « sale nègre » et « sale singe ». À la suite de cela l'arbitre arrête le match ce qui est très rare. Suspendu, le joueur est condamné à quatre mois de prison avec sursis et 1 500 euros d'amende pour insultes racistes. Il s'agit là d'un jugement historique en France puisque pour la première fois, la justice condamne un footballeur pour racisme,. Ayant fait appel de la décision, la cour d'appel de Lyon confirme, le 22 octobre 2009, sa condamnation à quatre mois de prison avec sursis.

## Football féminin
La première trace écrite de la pratique féminine remonte à 1910 à l’école supérieure pour jeunes filles de Pont-à-Mousson (Meurthe-et-Moselle).

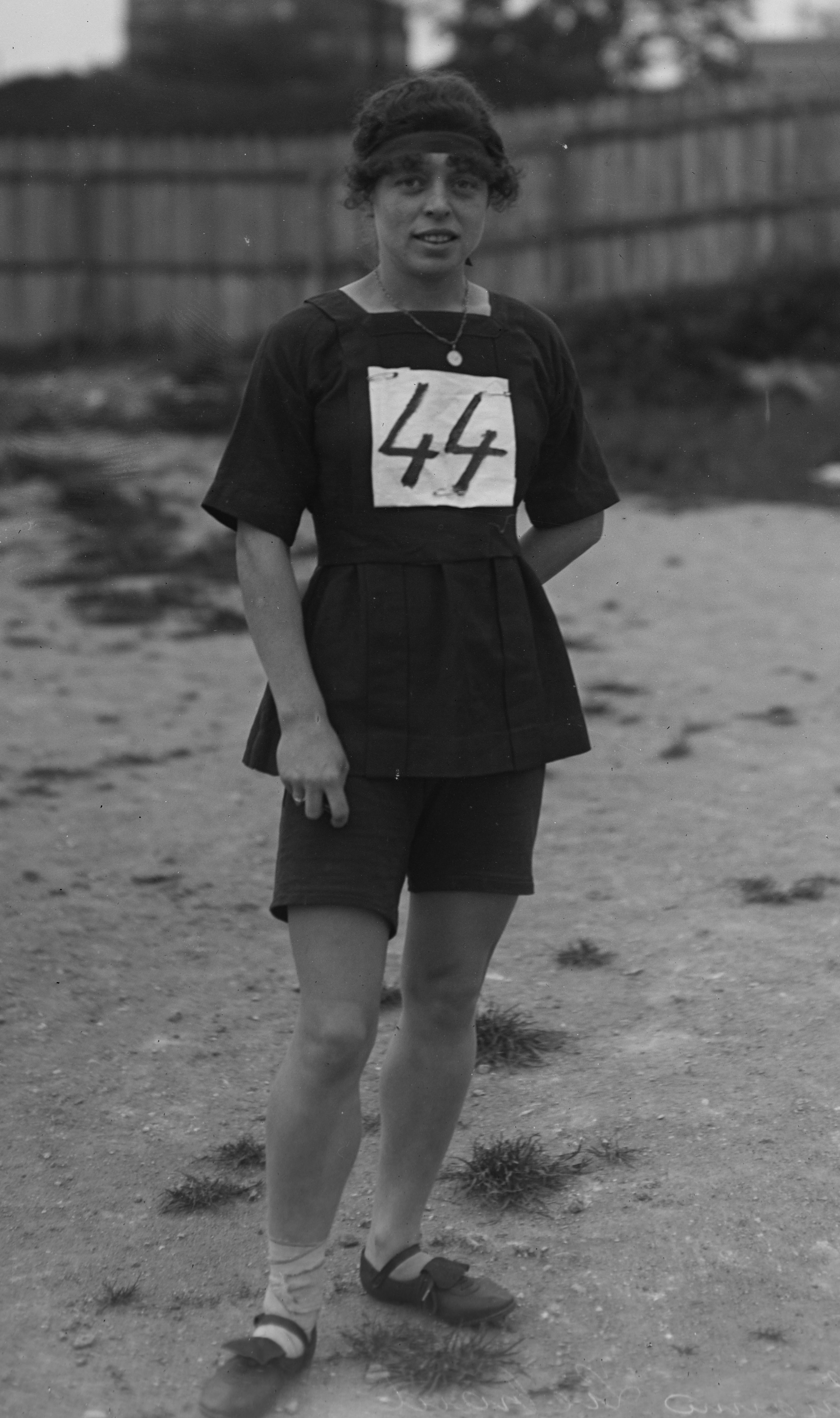
Suzanne Liébrard en 1920.

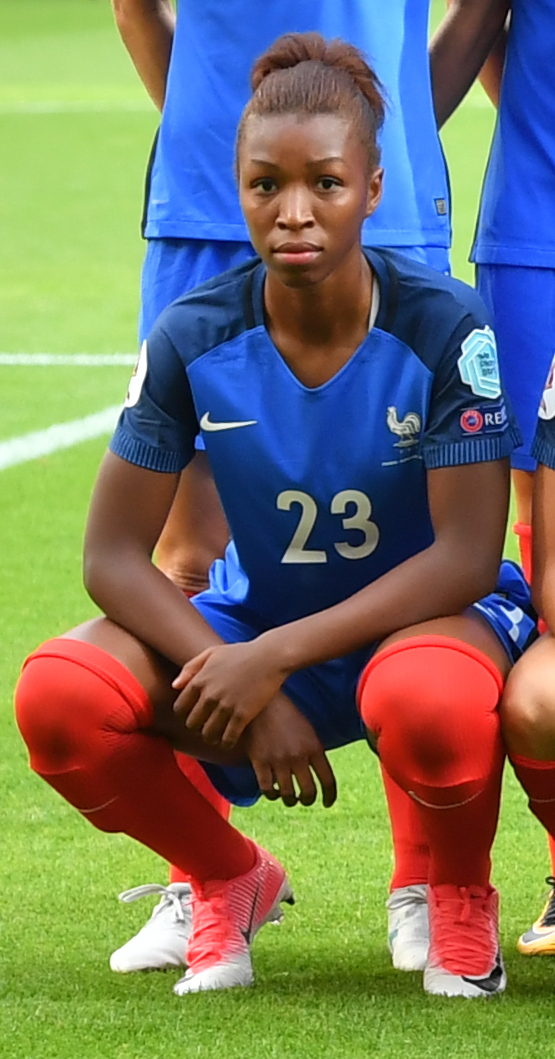
Grace Geyoro en 2017.

Son vrai décollage a lieu pendant la Première Guerre mondiale, où les femmes remplacent les hommes au travail mais s'adonnent également au sport. Le premier match de football est disputé le 30 septembre 1917 et oppose deux équipes du Fémina Sport, l'une étant conduite par Thérèse Brulé et l'autre par Suzanne Liébrard. Succès faisant, les femmes jouèrent en lever de rideau de la rencontre France-Belgique le 28 avril 1918. Fondée le 18 janvier 1919, la Fédération des sociétés féminines sportives de France organise à partir de cette année-là un premier championnat de France féminin de football jusqu'en 1932.
Durant les années 1920, des figures influentes cherchent à déconsidérer le sport féminin. Ainsi, le fondateur du quotidien L'Auto Henri Desgrange affirme en 1925 « Que les jeunes filles fassent du sport entre elles, dans un terrain rigoureusement clos, inaccessible au public, oui, d'accord. Mais qu'elles se donnent en spectacle, à certains jours de fête, où sera conviés le public, qu"elles osent même courir après un ballon dans une prairie qui n'est pas entourée de murs épais, voilà qui est intolérable. » De même, Pierre de Coubertin déclare en 1928, « S'il y a des femmes qui veulent jouer au football, libres à elles. Pourvu que cela se passe sans spectateur, car les spectateurs qui se groupent autour de telles compétitions n'y viennent point pour voir du sport. »
À l'instar d'autres activités comme le rugby ou les sports de combat, la pratique féminine du football est interdite par le régime de Vichy le 27 mars 1941.
Si une pratique récréative a pu subsister après-guerre, la première initiative organisée remonte à juillet 1968 quand un journaliste de L'Union lance un appel pour organiser un match féminin lors de la kermesse annuelle. Quinze femmes répondent à cet appel. « À Reims, Humbécourt, Gerstheim, mais aussi dans la banlieue lyonnaise, se développent ainsi des matches féminins en levers de rideau des rencontres masculines, afin de divertir les hommes dans les tribunes. » Mais à Reims, les joueuses s'organisent pour pérenniser leur pratique au sein du FCF de Reims, qui deviendra la section féminine du Stade de Reims. En tant que pionnières, les footballeuses rémoises se lancent alors dans la promotion du football féminin. Pendant cinq ans, elles enchaînent des tournées internationales, jouant même devant 60 000 spectateurs indonésiens à Bandung. Dans le sillage de Reims, d'autres sections se créent, notamment en Champagne-Ardenne, dans le Bas-Rhin, en Charente, dans les banlieues lyonnaise et parisienne, ce qui conduit la Fédération française de football à reconnaître officiellement la pratique le 23 mars 1970 et une cinquantaine d"équipes au cours de l'année.
En 1970, la pratique féminine débute avec 1 700 joueuses la première saison. Durant plus de 30 ans, le nombre de licenciés peine à croître à cause d'un manque de reconnaissance, mais aussi des clichés d'un sport masculin. Ce n'est que depuis les années 2010, grâce à une volonté fédérale et la mise en place d'un plan de féminisation du football, accompagnées de résultats sportifs de l'équipe nationale et des clubs français, d'une médiatisation croissante et d'une évolution des mentalités que la tendance haussière se fait ressentir.
Le championnat de France est dominé par l'Olympique lyonnais, seul club en ayant fait une priorité majeure. Constatant que le football féminin français n'avait pas autant progressé qu'escompté après l'organisation en France de la Coupe du mondé 2019, par exemple en comparant la tenue de la finale de la Coupe de France 2023 à Orléans devant 7 000 personnes et la finale de la Coupe anglaise devant 80 000 personnes, la FFF adopte le 10 juin 2023 la création d'une ligue féminine pour juillet 2024. Pour obtenir des retransmissions télévisées de meilleure qualité, les normes concernant la qualité sera relevée et trois rencontres au moins devront être disputées dans un stade des championnats masculins.

## Port du voile dans les compétitions féminines
Depuis 2014, à l’instar des fédérations internationales de basket-ball, de handball ou de karaté, la FIFA autorise les footballeuses à porter le voile lors des matchs officiels, mais la FFF a choisi de continuer à l'interdire en France, malgré un avertissement de la part de l’ancien président de la FIFA, Stepp Blatter. La FFF  invoque des raisons d’hygiène, de sécurité, mais Bouchra Chaïb explique que ce sont  « de faux arguments, car il existe un hijab homologué pour pratiquer le sport de compétition ». L'autre argument de la FFF est celui de la laïcité. L ’article 1 de ses statuts de explique ainsi que « sont interdits, à l’occasion de compétitions […], tout port de signe ou tenue manifestant ostensiblement une appartenance politique, philosophique, religieuse ou syndicale ». La FFF invoque également la charte d’éthique et de déontologie du football français, selon laquelle « Un terrain de football, un stade, un gymnase, ne sont pas des lieux d’expression politique ou religieuse. Ce sont des lieux de neutralité ». À cet argument une footballeuse objecte que porter un voile n'est pas faire l'apologie de la religion. Une footballeuse citée par Marianne explique que cette règle a pour conséquence qu'« en France, les footballeuses qui portent le hijab voient souvent leurs ambitions sportives être stoppées tôt dans leur carrière ». Le collectif Les Hijabeuses est créé en 2020 pour tenter de mettre fin à cette exception française. Ce débat français s'inscrit dans une série de polémiques sur la façon dont les femmes musulmanes devraient s'habiller, à un moment où est débattue la loi contre le séparatisme. En 2021, le collectif saisit le Conseil d'État, qui conclut, contre l'avis du rapporteur public, que les joueuses sont des usagères d'un service public et ne sont donc pas soumises au devoir de neutralité, mais que la FFF peut édicter les règles qu'elle estime nécessaires au bon déroulement des compétitions et que l'interdiction du voile est  « adaptée et proportionnée ».